# Pseudocellus osorioi
Pseudocellus osorioi är en spindeldjursart som först beskrevs av Bolívar y Pieltain 1946.  Pseudocellus osorioi ingår i släktet Pseudocellus och familjen Ricinoididae. Inga underarter finns listade i Catalogue of Life.